# Shivers (Computerspiel)
Shivers ist das erste Spiel aus der Shivers-Serie von Sierra Entertainment. Zusammen mit Roberta Williams entwarf die Designerin Marcia Bales dieses Grusel-Mystery-Spiel.
Der Nachfolger ist Shivers II: Harvest of Souls.

## Handlung
Shivers spielt im Dorf Mount Pleasant im US-amerikanischen Bundesstaat Ohio. Dort hatte der in seiner Heimat Großbritannien diffamierte Parawissenschaftler Sir Hubert Windlenot ein Museum für die Ergebnisse seiner Forschungen eingerichtet, das „Professor Windlenot's Museum of the Strange and Unusual“. 1980 verschwand Windlenot noch vor der Eröffnung des Museums spurlos; seitdem gilt der Bau bei den Einheimischen als Spukhaus.
1995 muss der Spieler als mit seinen Freunden ausgemachte Mutprobe in das Museum einbrechen und eine Nacht darin verbringen. Es stellt sich heraus, dass 15 Jahre zuvor schon einmal zwei Teenager in das Museum eingebrochen waren und dabei versehentlich zehn böse, „Ixupi“ genannte Geister aus dem präkolumbischen Peru freigesetzt hatten, die die Teenager und Sir Windlenot töteten. Der Spieler erhält die Aufgabe, bis zum Sonnenaufgang die zehn Geister einzufangen und die Geister von Windlenot und der Teenager zu befreien.

## Spielprinzip und Technik
Shivers ist ein 1st-Person-Adventure, das heißt, die Darstellung des Geschehens erfolgt aus der Perspektive des Spielers. Es wird ein teilanimiertes Standbild der Umgebung des Spielers dargestellt, das dieser mit dem Mauscursor untersuchen kann. Verändert sich an einer Stelle die Form des Mauscursors an einem sogenannten Hotspot, ist eine Interaktion mit dieser Stelle möglich. Shivers ist ein Spiel, in dem es gilt, Rätsel zu lösen, um Gegenstände und Geheimgänge frei zu bekommen. Es müssen alle 10 Ixupis gefangen werden. Dazu ist jeweils die Kombination von passendem Gefäß zum passenden Deckel zum dazu passenden Ixupi entscheidend. Es kann nur ein Gefäß samt Deckel transportiert werden. Shivers bindet FMV in das Spielgeschehen ein: Mit Schauspielern gedrehte Szenen werden in die vorgerenderten und zum Teil nachbearbeiteten Hintergründe eingefügt.

## Rezeption
Die PC Joker lobte Präsentation und Atmosphäre des Spiels, kritisierte aber „nerviges“ Gameplay und eine „wirre“ Story und konstatierte, Shivers sei „ein Myst-Verschnitt [...], der vom Kultstatus des [...] Originals geradezu abenteuerlich weit entfernt“ sei.